# Peter MacNeill
Ne doit pas être confondu avec Peter McNeil.
Peter MacNeill est un acteur canadien né au Nouveau-Brunswick. Sa date de naissance réelle n'est pas connue. L'année et le mois de naissance réels ne sont pas non plus clairs. Cependant, étant donné qu'il est actif depuis 1973, nous supposons qu'il est probablement né dans les années 1950. Son âge actuel en 2019 pourrait être probablement de 69 ans

## Filmographie
- 1974 : Why Rock the Boat? : Peterson
- 1975 : The Christmas Messenger (TV)
- 1976 : Spécial Magnum (Una Magnum Special per Tony Saitta) de Alberto de Martino : Alexander
- 1977 : Spinnolio (voix)
- 1977 : One Man : Jack Williamson
- 1978 : Black-Out à New York (Blackout)
- 1979 : This Is Your Museum Speaking (voix)
- 1981 : Kings and Desperate Men: A Hostage Incident : Le ravisseur
- 1983 : Backstretch (série télévisée) : Ray Foley
- 1984 : A Good Tree : Father
- 1985 : Left Out
- 1985 : Droïdes : Les Aventures de R2-D2 et C-3PO (série télévisée) (voix)
- 1986 : Les Roses de Matmata
- 1986 : Le Bras armé de la loi (One Police Plaza) (TV) : David Ancorie
- 1986 : A Judgment in Stone : William
- 1986 : Murder Sees the Light (TV)
- 1987 : Captain Power et les soldats du futur ("Captain Power and the Soldiers of the Future") (série télévisée) : Maj. Matthew 'Hawk' Masterson
- 1988 : Rintintin junior ("Katts and Dog") (série télévisée) : Sergeant Callahan (1988-1990)
- 1989 : Without Work: Sidetracked
- 1989 : Love and Hate: The Story of Colin and Joanne Thatcher (TV) : Ron Graham
- 1989 : Justice Denied : Harry Wheaton
- 1989 : Whispers : Frank
- 1989 : Preuve à l'appui (Physical Evidence) : Brannigan
- 1989 : Flic et Rebelle (Renegades) : Denny Ransom
- 1990 : Stella : Bobby
- 1991 : Body Parts : Drunk
- 1991 : The Events Leading Up to My Death : Dad
- 1992 : Deadly Matrimony (TV) : Sheriff McKay
- 1993 : Gross Misconduct (TV) : Roy Spencer
- 1993 : Survive the Night (TV) : Watch Commander
- 1994 : Lives of Girls & Women (TV) : Tom Jordan
- 1995 : Butterbox Babies : William Young
- 1995 : Suspicion A Vow To Kill (TV) : Sam Flowers
- 1995 : The Possession of Michael D. (TV) : Arthur
- 1996 : Conundrum (TV) : Hershel Kirkland
- 1996 : Double Jeopardy (TV) : Stu
- 1996 : No One Could Protect Her : Frank
- 1996 : Closer and Closer (TV)
- 1996 : Crash : Colin Seagrave
- 1996 : Jury en otage (Mistrial) (TV) : Chief Inspecter Ray Hartman
- 1996 : Giant Mine (TV) : Harry Seaton
- 1996 : Psi Factor, chroniques du paranormal ("PSI Factor: Chronicles of the Paranormal") (série télévisée) : Ray Donahue (1996-1999)
- 1997 : Un amour abusif (Too Close to Home) (TV) : Judge Sorenson
- 1997 : The Hanging Garden : Whiskey Mac
- 1998 : My Own Country (TV) : Allen
- 1998 : Blind Faith : Captain McCully
- 1998 : Mind Games (TV) : Wexford
- 1998 : Le Train de l'enfer (The Long Island Incident) (TV) : Dennie McCarthy
- 1998 : Simon Birch : Mr. Birch
- 1998 : Dog Park : Neighbor
- 1999 : Deep in My Heart (TV)
- 1999 : La Tempête du siècle (Storm of the Century) (feuilleton TV) : Sonny Brautigan
- 1999 : Killer Deal (TV) : Captain Desalvo
- 1999 : Le Cœur à l'écoute (Blue Moon) (TV) : Willis Randecker
- 1999 : Le Dernier Combat (Dangerous Evidence: The Lori Jackson Story) (TV) : Ervan Kuhnke
- 1999 : Résurrection (Resurrection) : Captain Whippley
- 1999 : Un don surnaturel (A Touch of Hope) (TV) : Mr. Kraft
- 2000 : Sexe et Madame X (Sex & Mrs. X) (TV) : Harry Frost
- 2000 : Fréquence interdite (Frequency) : Butch Foster
- 2000 : Violet : Rusty
- 2000 : Le Drame du vol 111 (Blessed Stranger: After Flight 111) (TV) : Earl Barkhouse
- 2001 : The Caveman's Valentine : Cork
- 2001 : The Judge (TV) : Gus Lano
- 2001 : Angel Eyes : Lieutenant Dennis Sanderman
- 2001 : Who Is Cletis Tout? : Detective Tripp
- 2002 : Queer as Folk : Lieutenant Carl Horvath, petit ami de Debbie (Saisons 2,3,4,5)
- 2002 : Guilty Hearts (TV) : Det. Ed Rafferty
- 2002 : Framed (TV) : Capt. MacNamara
- 2002 : The Eleventh Hour (série télévisée) : Warren Donohue
- 2002 : Le Cœur d'un autre (Heart of a Stranger) (TV)
- 2003 : Sounder (TV) : Sheriff
- 2003 : Open Range : Mack
- 2003 : Luck : Dad
- 2003 : Killer Instinct: From the Files of Agent Candice DeLong (TV) : Frank MacNeil
- 2003 : Word of Honor (en) (TV) : Gen. Norm Van Arken
- 2004 : Geraldine's Fortune : Henry Liddle
- 2004 : H2O (TV) : Police Chief
- 2004 : Some Things That Stay : Mr. Burns
- 2005 : Kojak (TV) : Col. Vincent Barnett
- 2005 : A History of Violence : Sheriff Sam Carney
- 2005 : Our Fathers (TV) : Older Spags' Friend Billy
- 2006 : The Marsh (TV) : Philip Manville
- 2007 : Talk to Me de Kasi Lemmons
- 2007 : La Créature du sous-sol de David Winning : Deadmarsh
- 2008 : Céline (TV) : Adhémar Dion, le père de Céline Dion
- 2008 : Un cœur d'athlète (Victor) (TV) : Mel Davis
- 2009 : Le Cri du hibou : Sam Rhodes
- 2010 : Secrets de famille (My Family's Secret) (TV) : Paul Darcy
- 2010 : Rookie Blue (TV) : Tommy McNally
- 2011 : John A. : La naissance d'un pays (TV) : Allan MacNab
- 2011 : Les 12 Noël de Kate (12 Dates of Christmas, téléfilm) : Mike Stanton
- 2011 : La Maison sur le lac : Bill Dean
- 2011 : Méfiez-vous des apparences (Committed) (TV) : Dr. Quilley
- 2015 - 2021 : Un soupçon de Magie : Georges

## Doublage
Films et films d'animation
- 1979 : This Is Your Museum Speaking : voix
- 1976 : What Do You Do?/What Are You Doing? : voix

Séries et séries d'animation
- 1989 - 1991 : Babar : Voix additionnelles
- 1985 : Star Wars: Droïdes - Les Aventures de R2-D2 & C-3PO : Jord Dusat (voix)

Jeux vidéo
- 2013 : Splinter Cell: Blacklist : Secretary of Defence (voix)

## Récompense
- 2008 : Gemini Award – Meilleure performance pour un acteur secondaire dans une mini-série dramatique (Victor)
- 2003 : Gemini Award – Meilleure performance pour un acteur secondaire (The Eleventh Hour)
- 1997 : Genie Award – Meilleur acteur secondaire (The Hanging Garden)